# Baculipalpus maritimus
Baculipalpus maritimus là một loài bọ cánh cứng trong họ Oedemeridae. Loài này được Broun miêu tả khoa học năm 1909.